# ليزا مور (عازفة بيانو)
ليزا مور (بالإنجليزية: Lisa Moore)‏ هي عازفة بيانو أسترالية، ولدت في 1960.

## وصلات خارجية
- ليزا مور على موقع ميوزك برينز (الإنجليزية)
- ليزا مور على موقع أول ميوزيك (الإنجليزية)
- ليزا مور على موقع ديسكوغز (الإنجليزية)